# 托莱米利埃 (上马恩省)
托莱米利埃（法語：Thol-lès-Millières）是法国上马恩省的一个市镇，属于绍蒙区（Chaumont）克莱夫蒙县（Clefmont）。该市镇总面积6.91平方公里，2009年时的人口为39人。

## 人口
托莱米利埃人口变化图示